# Масальский, Константин Петрович
Константи́н Петро́вич Масальский (13 [25] сентября 1802, Ярославль, Российская империя — 9 [21] сентября 1861, Санкт-Петербург, Российская империя) — русский писатель, поэт, драматург и переводчик, редактор; наиболее известен как автор исторических романов.

## Биография
Родился 13 (25) сентября 1802 года в Ярославле в семье статского советника Петра Григорьевича Масальского (1771—1839). Отец обучался в Ярославской духовной семинарии, где и получил семинаристскую фамилию по названию родного села Масальского. Дед, Григорий Стефанов (1742—?), служил священником в том же селе. Детство прошло в основном в Санкт-Петербурге, куда переехал его отец. С 1815 года занимался в пансионе Дюбуа при Петропавловском училище. В 1817—1821 годах учился в Благородном пансионе при Санкт-Петербургском университете.
В 1821—1828 годах служил на канцелярских (письмоводительских) должностях в министерствах внутренних и иностранных дел; в 1828—1832 годах — в департаменте законов Государственного совета; в 1832—1840 годах — экспедитором в Государственной канцелярии; в 1840—1841 годах — правителем дел в V отделении Собственной Его Императорского Величества канцелярии. Вышел в отставку в чине действительного статского советника в марте 1841 года.
В печати дебютировал в 1821 году. В 1820-е годы писал стихи и басни, главные задачи которых — развлечение и назидание. Известность стал приобретать в начале 1830-х годов, когда стали появляться его романы и повести, в основном исторические. Масальский умел заинтересовать читателя ловко построенным авантюрным сюжетом. Даже строгий к его произведениям В. Г. Белинский признавал за ним ум и прекрасную форму изложения. Исторические же факты и характеры переданы им поверхностно.
В 1834 году он предпринял путешествие по 12 российским губерниям, среди которых была и его родная Ярославская. Впечатления о поездке описаны в «Записках путешественника», которые частями выходили в журнале «Сын Отечества». В Угличе Масальский купил старинную рукопись, озаглавленную «О разорении града Углича». В ней были описаны все важнейшие события, произошедшие в городе с момента его основания вплоть до 1611 года. Эта находка, видимо, подтолкнула Масальского к исторической прозе. Его повесть «Осада Углича» вошла в сборник «Сто русских литераторов», изданный Александром Смирдиным в 1841 году.
В 1842—1843 и 1847—1852 годах редактировал журнал «Сын отечества», печатал в нём свои статьи, рецензии и др. (в основном под псевдонимом «Русский»). Принимал участие в журнальной полемике: поддерживал «Северную пчелу»; выступал в 1830-е годы противником романтического идеализма, а в 1840-е — натуральной школы. Написал пародию на «Мёртвые души» Н. В. Гоголя — «Повесть о том, как господа Петушков, Цыпленкин и Тетерькин сочиняли повесть».
Умер 9 (21) сентября 1861 года в Санкт-Петербурге. Похоронен на Волковом кладбище.

## Сочинения
Главные его сочинения — исторические романы и повести. Наиболее известные из них были переизданы в 1980—1990-е годы.
- «Стрельцы» (СПб., 1832, 1862, 1885)
- «Русский Икар», о взятии Азова (1833)
- «Чёрный ящик», из времён Петра I (СПб., 1833, 1853)
- «Регентство Бирона» (СПб., 1834)
- «Бородолюбие. Исторические сцены из времён Петра Великого» (СПб., 1837)
- «Граница 1616 года» («Библиотека для чтения», 1837, том 24)
- «Осада Углича» (1841)
- «Невеста Петра Второго» («Сын отечества»)
- «Роман на ледяных горах» («Сын отечества», 1848)
- «Лейтенант и поручик» (СПб., 1853)

Другие повести:
- «Модест Правдин, или Терпи казак — атаманом будешь», в стихах (СПб., 1829, 1830 и ещё два издания в XIX веке)
- «Сирота» (СПб., 1831)
- «Дон-Кихот XIX в.» (1834)
- «Повесть о том, как господа Петушков, Цыпленкин и Тетерькин сочиняли повесть» (1843)
- «Теоретическая любовь 1791 года» («Сын отечества»)
- «Быль 1703 года» («Сын отечества»)
- «Первая любовь последнего в роде»

Из исторических работ Масальского известны:
- «Первое русское посольство в Испанию и Францию в 1667 и 1668 гг. при царе Алексее Михайловиче»
- «Жизнь, заслуги и деяния князя Александра Даниловича Меншикова» (перевод с рукописи на немецком языке, приписываемой графу Остерману).

В своё время пользовались успехом комедии в стихах «Классик и Романтик, или Не в том сила» (СПб., 1830) и «Луна и стихи» (под псевдонимом «Иван Иванов, сын Деревяшкин», «Сын отечества», 1842) и драма «Быль на берегах Невы» («Пантеон», 1852, книга V). Также Масальский автор драматических сценок в стихах, стихов, басен и пр.
Первый перевёл с испанского на русский язык «Дон Кихота» М. Сервантеса (1838, не полностью).
Выходили его сборники: «Сочинения, переводы и подражания в стихах» (СПб., 1831), «Пять повестей и драматических сочинений» (СПб., 1848) и «Басни» (СПб., 1851). Собрание сочинений Масальского издано в 1831 году. Полное собрание его сочинений вышло в 1843—1845 годах (СПб., в типографии военно-учебных заведений):
1. Регентство Бирона. — Осада Углича. — Русский Икар. — Дон Кихот XIX века. 1843. 453 с.
2. Стрельцы. Ч. 1 и 2. 1844. 230 с.
3. Стрельцы. Ч. 3 и 4. 1844. 262 с.
4. Чёрный ящик. — Граница 1616 года. — Бородолюбие. — Мелкие сочинения в прозе. 1845. 456 с.
5. Басни. — Мелкие стихотворения. — Классик и романтик. — Модест Правдин, или Терпи казак… 1844. 216 с.

## Современные издания
- Стихотворения // Библиотека поэта. Поэты 1820—1830-х годов. Том второй. — Л.: Советский писатель, 1972.
- Чёрный ящик, Русский Икар // Предслава и Добрыня: Исторические повести русских романтиков. — М.: Современник, 1986.
- Чёрный ящик // Русская историческая повесть. В двух томах. Том 1. — М.: Художественная литература, 1988. — 736 с. — С. 456—536. — 500000 экз. ISBN 5-280-00094-9, ISBN 5-280-00093-0
- Быль 1703 года // Старые годы. Русские исторические повести и рассказы первой половины XIX века. — М.: Художественная литература, 1989. — (Классики и современники. Русская классическая литература).
- Регентство Бирона // Русская историческая повесть первой половины XIX века. — Советская Россия, 1989. — 368 с. — С. 246—350. — 850000 экз. ISBN 5-268-00045-4
- Стрельцы [сборник: Стрельцы, Русский Икар, Чёрный ящик]. — Пресса, 1994. — 512 с. — 100000 экз. — (Историческая проза) ISBN 5-253-00254-5
- Стрельцы [сборник: Стрельцы, Осада Углича, Регентство Бирона]. — Русич, 1994. — 608 с. — 100000 экз. — (Русь-матушка) ISBN 5-85689-020-5
- Стрельцы. — Зенит, 1994. — 288 с. — 60000 экз. — (Страницы истории) ISBN 5-85311-014-4
- Стрельцы // Царевна Софья. — Новая книга, 1994. — 608 с. — 50000 экз. — (Всемирная история в романах) ISBN 5-8474-0204-X, ISBN 5-8474-0222-8
- Лейтенант и поручик [сборник: Осада Углича, Граница 1616 года, Русский Икар, Лейтенант и поручик, Чёрный ящик]. — Современник, 1995. — 336 с. — 11000 экз. — (История Отечества в романах для детей) ISBN 5-270-01880-2
- Регентство Бирона [сборник: Стрельцы, Регентство Бирона]. — Современник, 1996. — 400 с. — 6000 экз. — (Государи Руси Великой) ISBN 5-270-01926-4
- Стрельцы [сборник: Стрельцы, Чёрный ящик, Осада Углича, Регентство Бирона]. — Новая книга, 1996. — 608 с. — 20000 экз. — (Всемирная история в романах) ISBN 5-87247-088-6